# 대마가다
대마가다(Greater Magadha)는 인도 초기 역사 연구의 개념으로, 베다 시대에 갠지스강 하류 평원(요하네스 브롱크호르스트가 이 지역을 오늘날의 비하르주와 우타르프라데시주 동부로 구성된 지역으로 정의)에서 발달한 정치적, 문화적 영역을 가리키는 말로 사용된다.

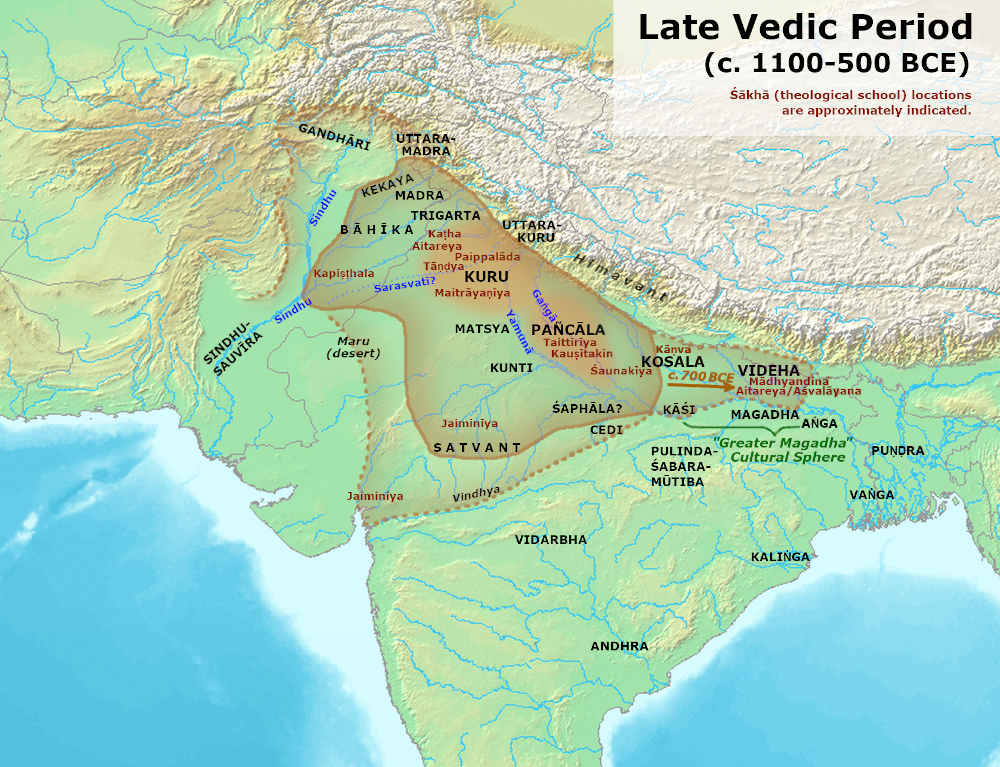
베다 후기 베다 문화의 확산. 아리아바르타는 인도 북서부와 서부 갠지스 평원에 국한되었고, 동쪽의 대마가다는 비베다계 인도아리아인들이 차지하고 있었다. 샤카의 위치는 적갈색으로 표시되어 있다.

슈라마나 문화는 서쪽의 베다 문화와 평행하지만 별도로 발달했으며, 이는 갠지스 상류 분지(강가-야무나 도압)의 특징이었다.
브롱크호르스트에 따르면 슈라마나 문화는 비베다계 인도아리아인이었던 "대마가다"에서 발생하였다. 이 문화권에서 크샤트리아는 브라만보다 높은 위치에 놓였고, 베다의 권위와 의식을 거부했다.

## 개요
이 개념은 인도학자인 요하네스 브롱크호르스트(2007)의 책에서 개발되었으며, 그는 이 지역을 오늘날의 비하르주와 동부 우타르프라데시주로 구성하여 정의했다. 이들은 동물의 희생과 의식적인 학살에 대한 이념적인 반대를 발전시켰다. 이후 이러한 비베다적 전통은 자이나교와 같은 종교나 철학 학파를 낳았고, 이것은 후에 아힘사와 같은 개념을 낳았다.
브롱크호르스트에 따르면 슈라마나 문화는 비베다계 인도아리아인이었던 "대마가다"에서 발생하였다. 이 문화권에서 크샤트리아는 브라만보다 높은 위치에 놓였고, 베다의 권위와 의식을 거부했다.
서쪽의 쿠루-판찰라의 베다 지역과 동쪽의 대마가다의 슈라마나라는 두 문화권 사이의 이념적 대립에서 고대 인도의 두 가지 주요 종교적, 정신적 이념의 발전이 이루어졌다.
의식적 올바름의 체계를 중시한 브라만교는 쿠루-판찰라 영역의 문화에서 비롯되었고, 대마가다에서 발생한 영적 저작물을 중시한 슈라마나 전통은 이후 불교, 자이나교, 아지비카교, 로카야타, 아지냐나 등 비베다적 종교들을 탄생시켰다.

## 같이 보기
- 마가다
- 베다 시대
- 십육대국
- 인도의 역사